# أرنياني
أرنياني (بالسنسكريتية: अरण्यानि)‏ أي الغابة، هي إلهة الغابات والحيوانات البرية التي تسكن بداخلها في الهندوسية.